# Frankrike i olympiska vinterspelen 1964
Frankrike deltog med 24 deltagare vid de olympiska vinterspelen 1964 i Innsbruck. Totalt vann de tre guldmedaljer och fyra silvermedaljer.

## Medaljer

### Guld
- François Bonlieu - Alpin skidåkning, storslalom.
- Marielle Goitschel - Alpin skidåkning, storslalom.
- Christine Goitschel - Alpin skidåkning, slalom.

### Silver
- Léo Lacroix - Alpin skidåkning, störtlopp.
- Marielle Goitschel - Alpin skidåkning, slalom.
- Christine Goitschel - Alpin skidåkning, storslalom.
- Alain Calmat - Konståkning.